# Euphyia ralaria
Euphyia ralaria är en fjärilsart som beskrevs av Paul Dognin 1899. Euphyia ralaria ingår i släktet Euphyia och familjen mätare. Inga underarter finns listade i Catalogue of Life.